# NGC 2146
NGC 2146 ist eine aktive Balken-Spiralgalaxie mit ausgedehnten Sternentstehungsgebieten vom Hubble-Typ SBab/P im Sternbild Giraffe am Nordsternhimmel. Sie ist rund 46 Millionen Lichtjahre von der Milchstraße entfernt und hat einen Durchmesser von etwa 75.000 Lichtjahren. Gemeinsam mit PGC 18960 (auch NGC 2146A) bildet sie das optische Galaxienpaar KPG 110.
Die Galaxie zeigt starke Deformierungen  und eine erhöhte Sternentstehungsrate, was auf eine enge Begegnung mit einer Begleitgalaxie hindeutet. Jedoch ist die auf den ersten Blick in Frage kommende Spiralgalaxie NGC 2146A, viel zu weit entfernt und wohl eher ein zufällig im Hintergrund stehendes Objekt. Vermutlich hat NGC 2146 ihren früheren Begleiter schon lange vollständig in sich aufgenommen.
Die Supernovae SN 2005V (Typ Ib/c), SN 2018zd (Typ II)  und SN 2024abfl (Typ II) wurden hier beobachtet.

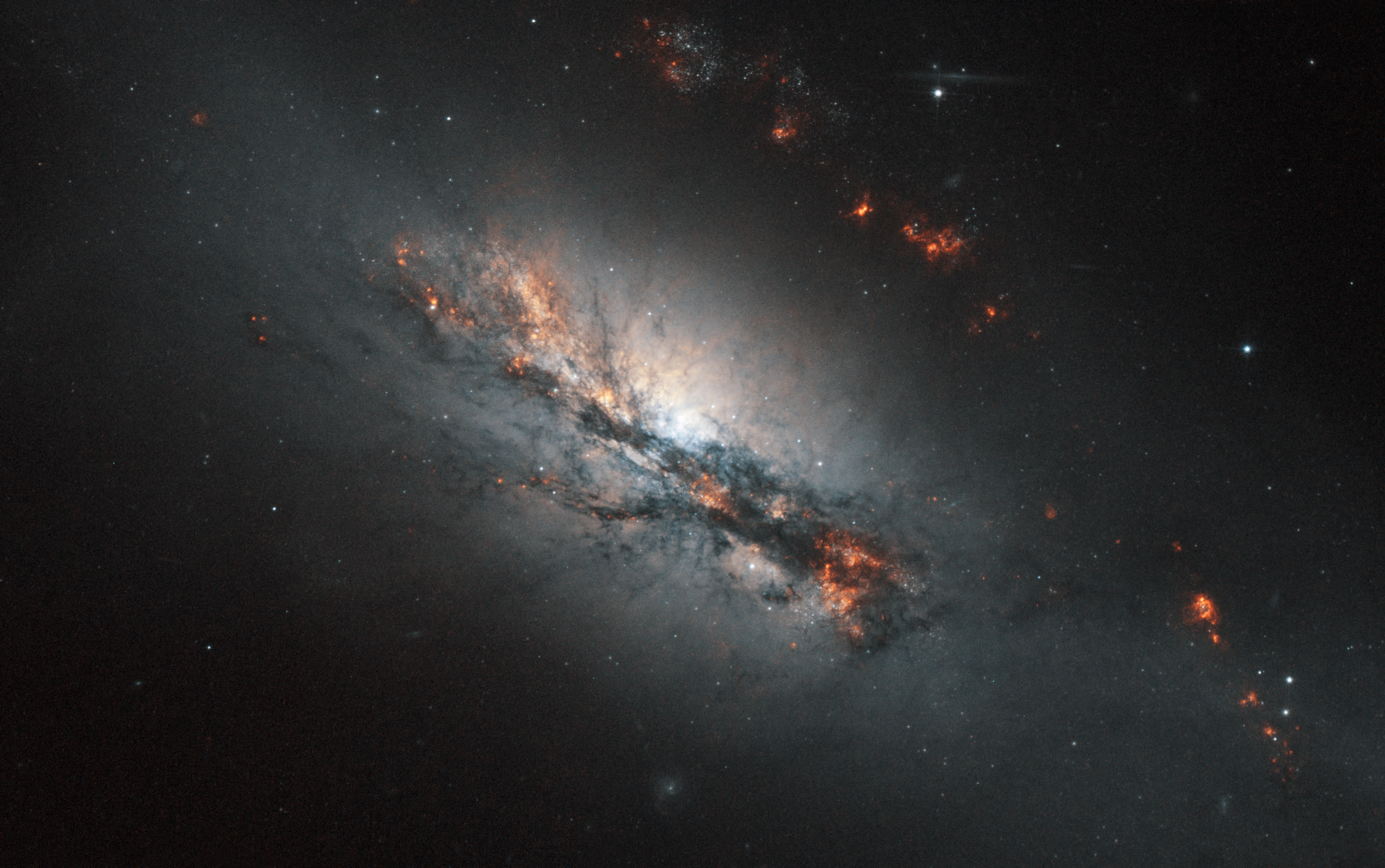
Aufnahme des Zentrums, Hubble-Weltraumteleskop
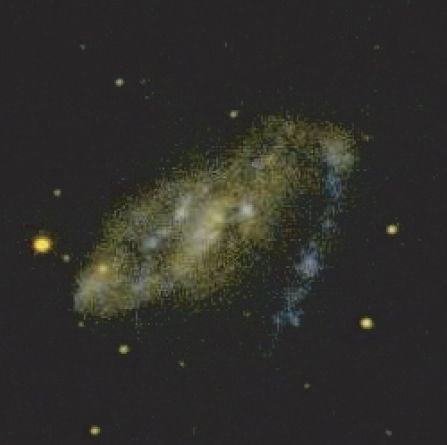
Ultraviolett-Strahlung von NGC 2146, aufgenommen von GALEX

Das Objekt wurde im Jahre 1876 von dem deutschen Astronomen Friedrich August Theodor Winnecke entdeckt.